# Косицкая, Любовь Павловна
Любовь Павловна Косицкая (в замужестве Никулина; 16 [28] августа 1827, с. Ждановка Нижегородской губернии — 5 [17] сентября 1868, Москва) — русская театральная актриса.

## Биография
Косицкая Любовь Павловна родилась в Нижегородской губернии в семье крепостного крестьянина.
В 13 лет она стала служанкой купчихи Долгановой, которая впервые привезла её в театр. Любовь Косицкая с первого же раза необыкновенно заинтересовалась театром, и в 1844 году стала артисткой московской императорской труппы, объездила множество городов.
Многие эпизоды жизни изложены самой Косицкой в «Записках». В 1844 году она поступила в Московское театральное училище, с 1847 играла в трагедиях, комедиях и водевилях. Публика относилась к ней чрезвычайно благосклонно.
Лучшими ролями Косицкой были роли Дездемоны, Офелии, Реганы, Джульетты в шекспировских трагедиях, Луизы — в «Коварстве и любви», Амалии в «Жизни игрока» и других. Весь талант её раскрылся в пьесах Островского в роли Авдотьи Максимовны («Не в свои сани не садись»), Катерины («Гроза»), Груши («Не так живи, как хочется»).
В 1851 году Любовь Павловна стала женой артиста Ивана Михайловича Никулина (5.07.1830 — 25.02.1862). В браке родилась дочь Вера (1852 — ноябрь 1870).
15 декабря 1867 году она простилась с публикой в день своего бенефиса за двадцатилетнюю службу.
Скончалась Косицкая 5 сентября 1868 года в Москве. Похоронена на Ваганьковском кладбище (14 уч.).